# Třída Richelieu
Třída Richelieu byla třída francouzských bitevních lodí, která se skládala z jednotek Richelieu a Jean Bart. Byly to poslední, největší a nejsilnější bitevní lodě, které kdy Francie postavila. Ve své době představovaly konstrukci světové úrovně.
Koncepce lodí byla odvozena od předchozí třídy Dunkerque. Zůstalo také neobvyklé umístění hlavní výzbroje osmi 381mm kanónů ve dvou čtyřdělových věžích na přídi a sekundární výzbroje devíti 152mm kanónů ve třech věžích na zádi. Ty doplňovaly další kanóny menších ráží, sloužící především k protiletadlové obraně (jelikož Jean Bart byl dokončen pouze částečně, výzbroj obou lodí se za války výrazně lišila).
Z plánovaných šesti jednotek se podařilo dokončit pouze dvě. Richelieu byl v době vypuknutí války z 95 % hotov a před Němci unikl do Dakaru, zatímco Jean Bart byl dokončen pouze ze tří čtvrtin (bez 381 a 152mm kanónů) a  unikl do Casablanky. Loď Clemenceau byla v době vypuknutí války hotova pouze z 10% a její trup Němci později potopili, aby zablokovali přístav Brest (následovat měla ještě další trojice lodí, počínající jednotkou Gascogne, která se lišila především přesunutím jedné z věží na záď).
Jelikož Richelieu a Jean Bart zůstaly po porážce Francie podřízeny vládě ve Vichy, dostaly se několikrát do souboje s bývalými spojenci. Dne 6. července 1940, tedy pouhé tři dny po útoku na Mers-el-Kébir, poškodila letadla z letadlové lodě HMS Hermes Richelieu jedním torpédem.
Dne 24. září pak Richelieu svedl dělostřelecký souboj s britskou bitevní lodí HMS Barham v bitvě o Dakar. Loď se v listopadu 1942 přidala ke spojencům a po zbytek války sloužila v silách Svobodných Francouzů. Když v roce 1942 začalo spojenecké vylodění v Severní Africe, bránil Jean Bart (nesoucí tehdy pouze jednu ze čtyřdělových věží) Casablanku proti jejich vylodění a byl těžce poškozen 406mm granáty americké bitevní lodě USS Massachusetts a letadly letadlové lodi USS Ranger. Náročná oprava lodi proběhla až po válce a Jean Bart byl zcela dokončen až v roce 1955.
Richelieu po druhé světové válce operoval v Indočínské válce a naopak Jean Bart bojoval během Suezské krize. Definitivní zánik obou lodí přišel v průběhu 60. let.

## Uživatelé
- – Francouzské námořnictvo
- – Vichistická Francie
- – Svobodní Francouzi